# خاصیت شرکت‌پذیری
خاصیت شرکت‌پذیری (به انگلیسی: associative property) یا خاصیت انجمنی در ریاضیات، یک ویژگی برای بعضی عمل‌های دوتایی است که بر اساس آن «مرتب‌سازی مجدد پرانتزها» در یک عبارت، نتیجه را تغییر نمی‌دهد. در منطق گزاره‌ای، شرکت‌پذیری یک قاعده جایگزینی معتبر برای عبارات در اثبات منطقی است.
شرکت‌پذیری اهمیت زیادی در جبر مجرد دارد و یکی از چهار اصل از «اصول موضوع نظریه گروه‌ها» است که ساختار جبری گروه با استفاده از آن‌ها تعریف می‌شود.

## تعریف
فرض کنیم * عملی دوتایی در مجموعه ناتهی A باشد. عمل * را شرکت‌پذیر خوانیم در صورتی که به ازای هر a و b و c از A,

## مثال‌ها
- اعمال جمع و ضرب در اعداد (حقیقی و مختلط) شرکت‌پذیرند؛ زیرا همواره

اما عمل تفریق شرکت‌پذیر نیست. به عنوان مثال:
- اعمال اجتماع و اشتراک در مجموعه‌ها شرکت‌پذیرند؛ یعنی برای هر سه مجموعه دلخواه A و B و C,

- عمل ترکیب تابع شرکت‌پذیر است. هرگاه h: S → T و g: T → U و f: U → V آنگاه f ∘ (g ∘ h) = (f ∘ g) ∘ h